# Kuhglocke

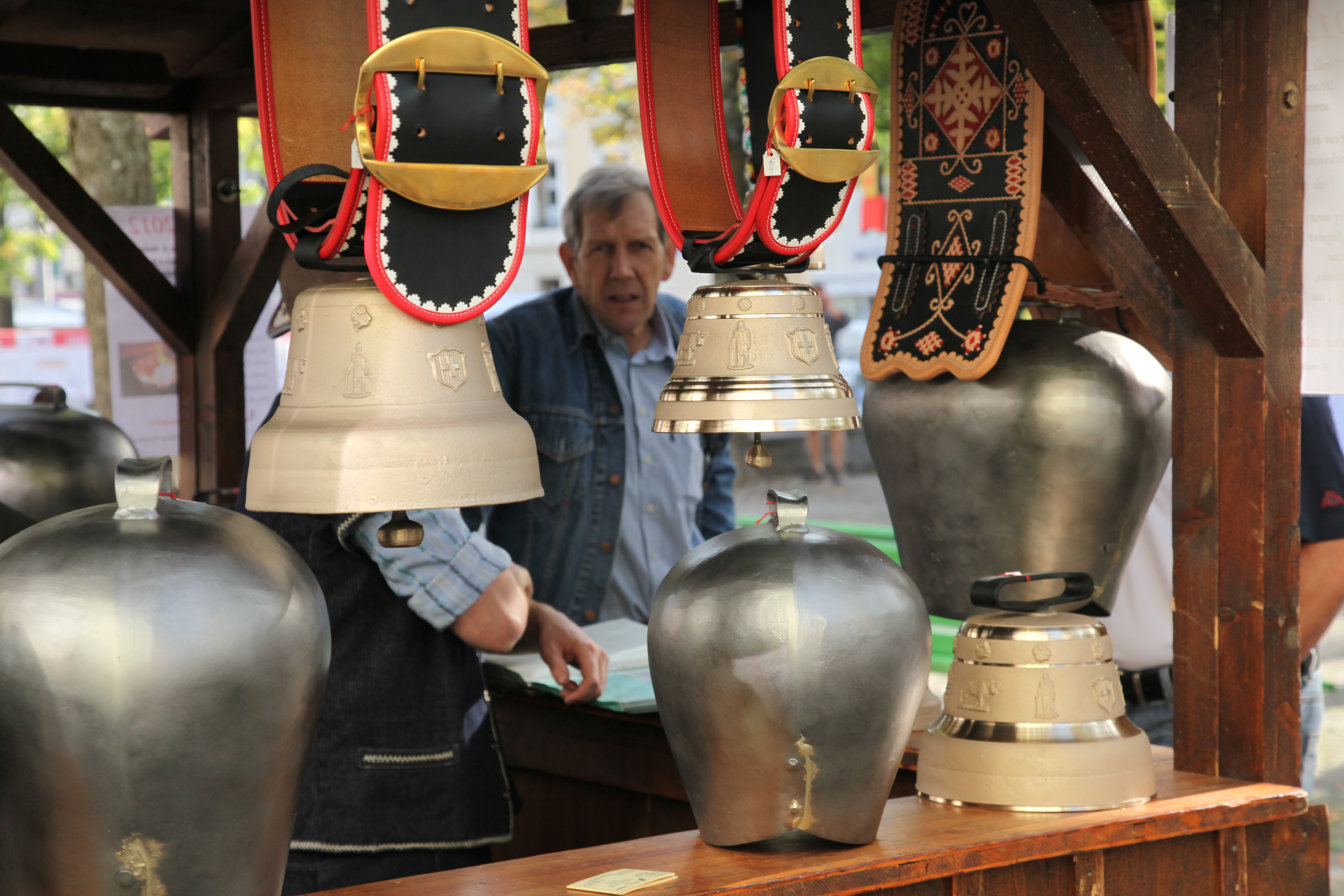
Kuhglocken und Trycheln

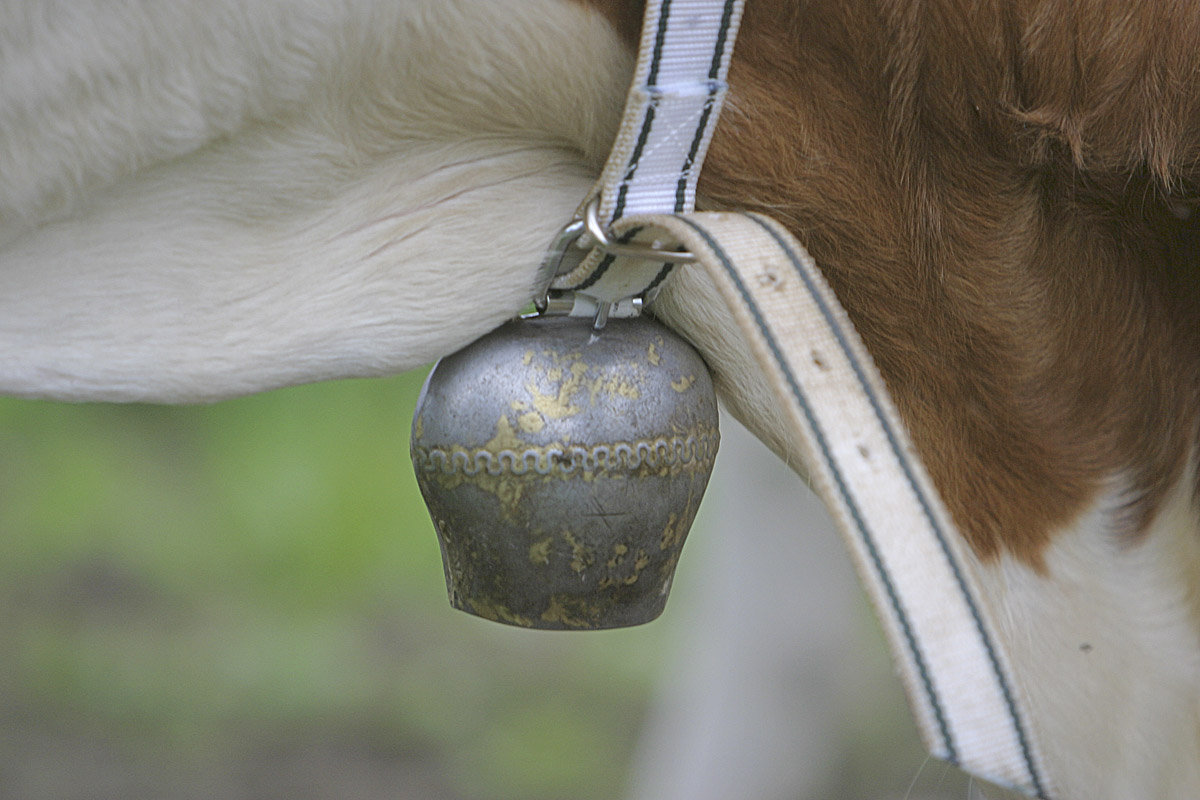
Fleckvieh mit gehämmerter Trychel

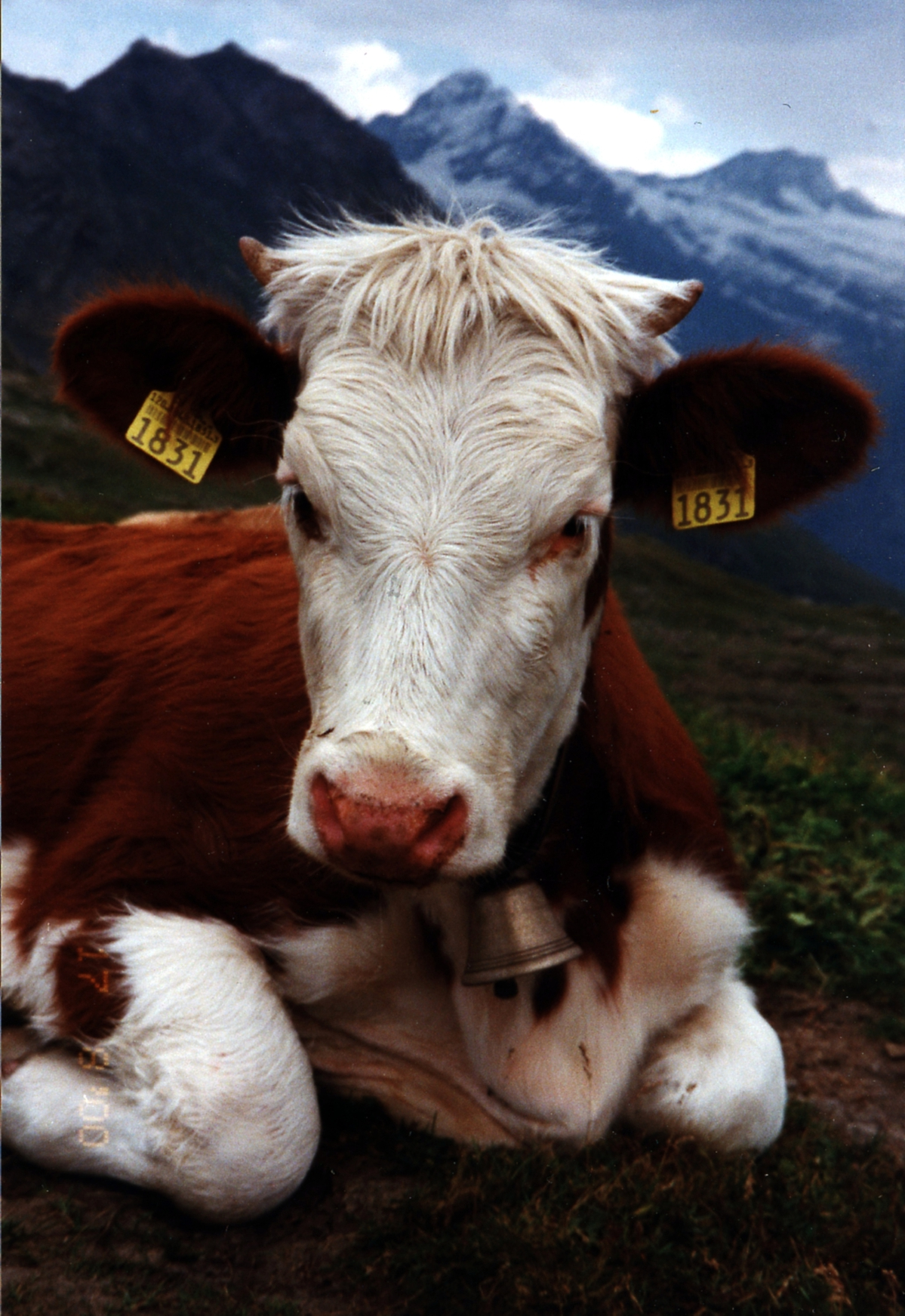
Kalb mit gegossener Glocke

Eine Kuhglocke, alternativ Kuhschelle oder allgemein Tierglocke ist eine Glocke, die in der landwirtschaftlichen Viehhaltung zum Einsatz kommt. Sie ist typischerweise in Form eines Trapezes, Zylinders oder eines Kelches gegossen oder auch geschweißt. Im weiteren Sinne umfasst der Begriff Kuhglocke auch die alternativ verwendete, aus Blech gehämmerte und daher leichtere Trychel (Treichel).

## Einsatz in der Nutztierhaltung
Kuhglocken dienen in der landwirtschaftlichen Erwerbswirtschaft dazu, Herden von Rindern, Pferden, Eseln, Ziegen und Schafen, Kamelen, Rentieren, Lamas und selbst Elefanten zusammenzuhalten. Durch die Bewegung der Tiere, vor allem beim Äsen, bimmelt die Glocke. Die Kuhglocke soll dazu dienen, verirrte Tiere leichter wiederzufinden.
Gefertigt werden Kuhglocken aus Messing, Bronze, Kupfer, Eisen und früher auch aus Holz. Meist werden sie aus Blechen geschmiedet, seltener gegossen. In Lettland war bis Anfang des 20. Jahrhunderts die aus Holz geschnitzte Kuhglocke Klabeklis gebräuchlich.
Als Schmuck, Ortungshilfe und Warnsignal zum Schutz für Wildtiere erhalten teilweise auch Hunde, Katzen und Falken entsprechend kleine Ausgaben dieser Tierglocken (auch Glöckchen).
Zudem wird Glocken generell eine schützende Wirkung gegen böse Mächte zugeschrieben, z. B. im Alten Testament (Vers 28, 35 des 2. Buch Mose).

## Weiterer Einsatz von Kuhglocken
In der Schweiz ist es üblich, die Kuhglocken noch anders einzusetzen. So ist das im Brauchtum zum Beispiel beim Eidgenössischen Scheller- und Trychlertreffen oder beim Chalandamarz der Fall, der durch die Geschichte vom Schellen-Ursli bekannt wurde. Generell sind sie in Urlaubsregionen häufig als Souvenir in vielen Formaten erhältlich. Die größte Kuhglocke der Welt befindet sich seit 2003 in Kleinschmalkalden im Thüringer Wald.

## Kuhglocken in der Musik
Kuhglocken sind von ihrer Herstellung ähnlich wie Schellen. Bei manchen geschickten Schmieden bekommt man auf die Noten einer Tonleiter gestimmte Sätze von Glocken; aus solch einem Satz besteht das Melodieinstrument Alpenglocken. In der Musik verwendete Kuhglocken sind auch unter der englischen Bezeichnung Cowbell bekannt.
Solche Cowbells kommen sowohl beim Schlagzeug als auch bei den Perkussionsinstrumenten zum Einsatz. Sie werden mit verschiedenen Materialien und in diversen Größen gefertigt. Sie sind, auch materialbedingt, in unterschiedlichen Farben, wie Silber, Gold oder Schwarz erhältlich. Montiert werden sie oft mit speziellen Halterungen, meistens an Trommeln.